# Pleonasmus
Pleonasmus nebo nověji pleonazmus (z řeckého πλεονασμóς, pleonasmos – nadbytek, přebytek) je stylistický prostředek, který vzniká, jestliže se k vyjádření myšlenky použije nadbytečných slov stejného nebo podobného významu. Jde o velice častou rétorickou a stylistickou figuru, stylistický prohřešek vznikající z neznalosti, jazykové klišé, někdy o záměrnou snahu zdůraznění zmiňované vlastnosti, v beletrii může jít o umělecký záměr.

## Pleonasmy podle počtu slov
Pleonasmus bývá dvouslovný (např. židovská synagoga, největší maximum), kdy se opakuje vlastnost již vyjádřená podstatným jménem. Může být složený i z více složek (např. biftek z hovězího masa). Stupňováním superlativů vznikají pleonasmy jednoslovné (např. nejmaximálnější, nejoptimálnější, nejjedinečnější).

## Sémantický pleonasmus
Nadbytečné nahromadění významově blízkých výrazů se nazývá sémantický pleonasmus. Někdy se považuje za stylistický nedostatek (např. „dárek zdarma“ nebo „všeobecný konsensus“). Lze jej však používat i cíleně pro posílení či zdůraznění nějakého sdělení, např. „Viděl jsem to na vlastní oči.“, „I báli se bázní velikou.“ (Bible kralická, Lukáš, 2, 9) nebo jako básnický prostředek, např. „po modrém blankytu bělavé páry hynou“ (Karel Hynek Mácha, Máj). Využit může být také při vysvětlování, např. „Pružnost, tj. elasticita materiálu, je…“

## Příklady pleonasmů

### Čeština
- recenzní posudek – slovo recenze znamená „posudek“ či „kritika“ (vědeckého nebo uměleckého díla), slova recenze a posudek jsou částečně synonymní, recenzní posudek je tedy vlastně „posudkový posudek“ či „posuzující posudek“[7]
- citronová limonáda – slovo limonáda čeština přejala přes němčinu z francouzského slova limonade, které bylo odvozeno ze slova limon, česky citron, limonáda je tedy jinak řečeno „citronáda“[7]
- hlavní protagonista – už slovo protagonista znamená „představitel hlavní role“ nebo přeneseně „vedoucí osobnost“[7]
- slavnostní vernisáž – samo slovo vernisáž znamená „slavnostní zahájení výstavy“[7]
- dárek zdarma
- závěrečné finále
- statečný hrdina
- absolutní jistota
- manuálně zručný
- veřejně deklarovat[1]
- premiér vlády – slovo premiér znamená předseda vlády
- LED dioda – zkratka LED znamená (angl.) Light Emitting Diode, zde jde tedy o nadbytečně přidané slovo dioda
- virus HIV – písmeno "V" ve zkratce znamená virus (zkratka pochází z anglického Human Immunodeficiency Virus), tzn. slovo virus je zde obsaženo duplicitně („Human Immunodeficiency Virus virus“)[4]
- skleněná vitrína
- poprvé objevit
- konkrétní příklad[zdroj⁠?!]

### Angličtina
- it may be possible – „mohlo by to být možné“[3]

### Němčina
- am optimalsten wäre – „nejoptimálnější by bylo“[3]

### Francouzština
- Je l'ai vu, dis-je, vu, de mes propres yeux vu, ce qui s'appelle vu… – „… viděl jsem. Těmahle očima! A vidět znamená vidět.“ (Molière: Tartuffe, překlad Antonín Přidal[8])

## Syntaktický pleonasmus
O syntaktický pleonasmus jde, pokud je ve větě použito slovo, které gramatika nevyžaduje nutně.
Příkladem je v angličtině připojování vedlejší věty pomocí that:
1. I know you are coming.
2. I know that you are coming.

Nebo v češtině a  španělštině vkládání zájmena pro vyjádření podmětu:
1. Miluji tě.
2. Já tě miluji.

1. Te amo.
2. Yo te amo.